# Тютчева Слобода
Тютчева Слобода (Тютчева Слободка, Тютчево) — деревня в Дубровском районе Брянской области, в составе Пеклинского сельского поселения. Расположена в 3 км к северу от деревни Пеклино, в 12 км к югу от пгт Дубровка. Население — 13 человек (2010).
Упоминается с XVIII века. Располагалась на старом Рославльском тракте; в середине XIX века здесь была устроена почтовая станция (позднее называемая Жуковская). В XIX веке — владение Мясоедовых, Неболсиных, Казелкиных и др. Входила в приход села Голубеи; с 1876 — села Алешни, с 1887 — села Рябчичи.
С 1861 по 1924 входила в Салынскую волость Брянского (с 1921 — Бежицкого) уезда; позднее в Дубровской волости, Дубровском районе (с 1929). До 2005 года входила в Пеклинский сельсовет; в 1954—1959 временно в Рябчинском, в 1959—1971 в Салынском сельсовете.